# AACR2

Anglo-American Cataloguing Rules, Second Edition, 1998

Las Reglas de Catalogación Angloamericanas, segunda edición (Anglo-American Cataloguing Rules, Second Edition, AACR2 por sus siglas en inglés) son un conjunto de reglas que se aplican a la descripción bibliográfica y que proveen la forma que deben adoptar los encabezamientos, permiten determinar los puntos de acceso en un catálogo y brindan pautas para describir distintos tipos de documentos.
Desde 1951 Seymour Lubetzky, a petición de la Asociación de Bibliotecas de Estados Unidos (ALA, por sus siglas en inglés), trabajó para desarrollar un código de catalogación basándose en las reglas publicadas por esta institución en 1949.
En 1953 se publicaron bajo la autoría de Lubetzky las Cataloguing Rules and Principles; a Critique of the A.L.A. Rules for Entry and Proposed Design for their Revision y en 1960 el Code of Cataloguing Rules; Author and Title. En 1961 se celebró en París la International Conference of Cataloguing Principles donde se analizaron estos documentos y surgieron los denominados Principios de París, que sentaron las bases de la catalogación descriptiva en las décadas siguientes.
De esta reunión surgió la necesidad de publicar un código internacional aceptado por todos los países del mundo, para facilitar el intercambio de información bibliográfica. La primera edición de las AACR se publicó en 1967 en dos versiones, una bajo un texto estadounidense y la otra bajo uno británico, pues hubo desacuerdos entre ambos países.

## Versiones en español
La primera edición en español, conocida como Reglas de Catalogación Angloamericanas (RCA1), fue publicada en 1970 por la OEA, se basa en el texto estadounidense publicado en Chicago por la ALA, y es una traducción de Hortensia Aguayo que contó con el asesoramiento y la adaptación de Jorge Aguayo.
La segunda edición en español también fue publicada por la OEA en 1983 y en conjunto con la Universidad de Costa Rica en San José (Costa Rica). Esta edición estuvo a cargo de Nelly Kopper y María Julia Vargas, ambas del proyecto NORTEBI y revisadas por Carmen Rovira.
Se volvió a publicar, la segunda edición nuevamente, con las revisiones de 1988, y las enmiendas de 1993 y 1997, en 1998. Esta edición fue publicada en Bogotá, Colombia, por Rojas Eberhard Editores. Esta traducción fue hecha por Margarita Amaya de Heredia, con la revisión general de Ageo García.

## Estructura

### Primera edición
- Parte I: Entrada principal y encabezamientos. Basada en los Principios de París y en el trabajo publicado por Lubetzky en 1960.
- Parte II: Descripción. Basada en la revisión de las reglas de la Library of Congress de 1949.
- Parte III: Materiales no librarios.

Ambos textos, el norteamericano y el inglés, poseen apéndices donde se incluyen las diferencias para los encabezamientos en ambas versiones.
Entre 1969 y 1975 se fueron publicando las sucesivas enmiendas a ambos textos.

### Segunda edición
- Parte I: Descripción.
- Parte II: Encabezamientos, títulos uniformes y referencias.

En esta edición, se integraron los materiales no librarios correspondientes a la Parte III de la primera edición, y a capítulos individuales de la Parte I en la segunda edición.